# Het meisje met alle gaven
Het meisje met alle gaven (Engelse titel: The Girl With All The Gifts) is een sciencefictionboek uit 2014 van de Britse schrijver M.R. Carey.

## Verhaal
In een post-apocalyptisch Engeland zoeken de laatste overlevenden naar een vaccin tegen een virus dat de mensheid bijna vernietigd heeft. Het virus Ophiocordiceps unilateralis verandert de mensen in zombies die alle gezonde mensen aanvallen. Elke ochtend wordt Melanie uit haar cel gehaald, in een rolstoel vastgegespt en samen met een aantal kinderen, ook vastgegespt, naar een klaslokaal gebracht. De school bevindt zich in een ondergrondse beveiligde legerbunker. De kinderen zijn jonge 'hongers' (zombies) voor wetenschappelijk onderzoek die enkel reageren als gezond mensenvlees te dicht in hun buurt komt. Het is de bedoeling dat de kinderen na de wetenschappelijke onderzoeken vernietigd worden. Helen, een van de leraressen, heeft een grote sympathie voor Melanie en probeert haar te redden van de dood. Na een aanval op de bunker vlucht Melanie samen met Helen weg en ze beschermt haar tijdens hun vlucht tegen andere rondtrekkende zombies.

## Verfilming
In 2016 werd het boek verfilmd als The Girl with All the Gifts onder regie van Colm McCarthy.